# HC Holon
Der HC Cholon ist ein israelischer Eishockeyclub aus Cholon. Die Heimspiele werden seit 2012 im Ice Peaks Holon ausgetragen.

## Geschichte
Zu Beginn der Geschichte des israelischen Eishockeys nahm eine Mannschaft aus der Stadt Cholon von 1995 bis 1998 an den israelischen Meisterschaften teil.
Im Jahr 2009 wurde das Team "Tartles Holon" gegründet.
In der Saison 2014/2015 „Turtles Cholon/Bat Yam“.
Mit Jahr 2015 „Tartles Bat-Yam“.
Im Jahr 2018 hörte der Verein unter diesem Namen auf zu existieren. Auf dieser Grundlage wurden zwei Clubs gegründet: „Ninjas Holon“ (mit 2015) und „Ninjas Bat-Yam“ (mit 2018).

## Bekannte ehemalige Spieler
- Tal Avneri